# Asteriscus
Asteriscus é um género botânico pertencente à família Asteraceae.
O género é composto por 38 espécies descritas e destas só 11 aceites.

## Taxonomia
O género foi descrito por Tourn. ex Mill. e publicado em The Gardeners Dictionary...Abridged...fourth edition 1754.

## Espécies
De acordo com The Plant List as espécies aceites são:
- Asteriscus aquaticus (L.) Less.
- Asteriscus daltonii (Webb) Walp.
- Asteriscus graveolens (Forssk.) Less.
- Asteriscus hierochunticus (Michon) Wiklund
- Asteriscus imbricatus (Cav.) DC.
- Asteriscus intermedius (DC.) Pit. & Proust
- Asteriscus schultzii (Bolle) Pit. & Proust
- Asteriscus sericeus (Canary Island Daisy)
- Asteriscus smithii (Webb) Walp.
- Asteriscus spinosus (L.) Sch. Bip.
- Asteriscus vogelii (Webb) Walp.

Para Portugal, estão registadas as seguintes espécies:
- Asteriscus aquaticus (L.) Less.[3]
- Asteriscus maritimus (L.) Less.[4]
- Asteriscus spinosus (L.) Sch. Bip.[5]

O Global Compositae Checklist regista a espécie Asteriscus spinosus como sinónimo de Pallenis spinosa (L.) Cass. Regista também Asteriscus maritimus como sinónimo de Pallenis maritima (L.) Greuter.